# Alexandre Guilliermond
Marie Antoine Alexandre Guilliermond, född 19 augusti 1876, död 1 april 1945, var en fransk botaniker.
Alexandre Guilliermond blev filosofie doktor i Paris 1923 och professor vid universitetet där 1935. Guilliermond gjorde banbrytande studier över protoplasmans morfologiska konstitution och undersökte såväl bakterier, cyanobakterier och säcksvampar som högre växter. Han utgav Traité de cytologie végétale (1933, tillsammans med Georg Mangenot) och The cytoplasm of the plant cell (i New series of plant Science books, 6, 1941) samt var grundare av och 1934–1948 redaktör för Revue de cytologie et de cytophysiologie végétales.